# Сербия и Черногория на «Евровидении»
Сербия и Черногория участвовала дважды в музыкальном конкурсе «Евровидение» — в 2004 и 2005 годах. В 2004 году Желько Йоксимович занял 2-е место, в 2005 году группа No Name из Подгорицы заняла 7-е место. В 2006 году из-за скандального завершения национального отбора Сербия и Черногория снялась с конкурса (ещё до признания независимости Черногории), с 2007 года обе страны выступают отдельно.
За 2 года участия в финале Сербия и Черногория получила 400 баллов, а в полуфинале — 263 балла.

## История
Ещё в 1994 и 1995 годах Союзная Республика Югославия дважды подавала заявку на участие в Евровидении под флагом Ирландии, но в связи с международными санкциями получала отказ. В 1996 году Югославия (выступавшая тогда под норвежским флагом) не прошла предварительную квалификацию в рамках судейского прослушивания, а в 2003 году Сербии и Черногории отказали в участии в связи с возможным снятием с конкурса ряда стран из-за плохих результатов. В 2003 году состоялся первый концерт и музыкальный конкурс в Сербии и Черногории под названием Беовизия-2003, который должен был стать национальным отбором. На том конкурсе, помимо вручения музыкальных премий, также был выбран победитель — Тоше Проески с песней «Čija si». В 2004 году Тоше Проески представлял Македонию с песней «Life» на Евровидении в Стамбуле.
Новый музыкальный конкурс под названием «Европесма» стал национальным отбором: его победителем в 2004 году как раз стал Желько Йоксимович (2-е место в Стамбуле), в 2005 году — группа No Name (7-е место в Киеве). Однако Союз общественных телерадиовещателей (национальный вещатель Сербии и Черногории) заподозрил черногорское жюри в нечестности в связи с победой No Name. В 2006 году No Name снова выиграла национальный отбор, но подверглась освистыванию зрителей в зале, которые болели за дуэт «Фламингоси», Ану Николич и Луиса. 20 марта 2006 года из-за неразрешённого конфликта по поводу победителей отбора Сербия и Черногория отказалась от участия в Евровидении в Афинах, сохранив при этом право телезрителей голосовать за участников из других стран. В Черногории отказались показывать полуфинал конкурса, поэтому голоса поступали де-факто из Сербии.
В июне 2006 года на референдуме была провозглашена независимость Черногории, и страна получила право выступать на Евровидении. Через год на Евровидении отдельно дебютировали и Сербия, и Черногория, но если Черногория не преодолела стадию полуфинала, то Сербия одержала убедительную победу и в следующем году приняла конкурс у себя.

## Участники
В таблице приведены все заявки от Сербии и Черногории - принятые и не принятые.
     Победитель
     Второе место
     Последнее место
     Не прошла в финал
     Не участвовала или была дисквалифицирована
     Несостоявшееся участие
| Год         | Место проведения | Исполнитель       | Песня                     | Перевод                      | Язык           | Финал                  | Финал                  | Полуфинал               | Полуфинал               |
| Год         | Место проведения | Исполнитель       | Песня                     | Перевод                      | Язык           | Место                  | Баллы                  | Место                   | Баллы                   |
| ----------- | ---------------- | ----------------- | ------------------------- | ---------------------------- | -------------- | ---------------------- | ---------------------- | ----------------------- | ----------------------- |
| 1994        | Дублин           | Борис Бизетич     | Mi se viđamo svakog dana  | Мы видимся каждый день       | Сербский       | Заявка не была принята | Заявка не была принята | Заявка не была принята  | Заявка не была принята  |
| 1995        | Дублин           | Мая Оджаклиевска  | Budi dobar kao što sam ja | Будь таким же хорошим, как я | Сербский       | Заявка не была принята | Заявка не была принята | Заявка не была принята  | Заявка не была принята  |
| 1996        | Осло             | Мая Оджаклиевска  | Rastanak                  | Расставание                  | Сербский       | Дисквалификация        | Дисквалификация        | Дисквалификация         | Дисквалификация         |
| 1997 - 2002 | Не участвовала   | Не участвовала    | Не участвовала            | Не участвовала               | Не участвовала | Не участвовала         | Не участвовала         | Не участвовала          | Не участвовала          |
| 2003        | Рига             | Тоше Проески      | Чиjа си                   | Чья ты?                      | Сербский       | Заявка не была принята | Заявка не была принята | Заявка не была принята  | Заявка не была принята  |
| 2004        | Стамбул          | Желько Йоксимович | Lane moje                 | Козочка моя                  | Сербский       | 2                      | 263                    | 1                       | 263                     |
| 2005        | Киев             | No Name           | Zauvijek moja             | Навсегда моя                 | Черногорский   | 7                      | 137                    | Топ-12 предыдущего года | Топ-12 предыдущего года |
| 2006        | Афины            | No Name           | Moja ljubavi              | Моя любовь                   | Черногорский   | заявка была снята      | заявка была снята      | заявка была снята       | заявка была снята       |

## Голосование
Результаты приводятся только для 2004 и 2005 годов: в 2006 году Сербия и Черногория голосовала, но не участвовала:

| Наибольшее количество очков, отданных в финалах | Наибольшее количество очков, отданных в финалах | Наибольшее количество очков, отданных в финалах |
| Место                                           | Страна                                          | Очки                                            |
| ----------------------------------------------- | ----------------------------------------------- | ----------------------------------------------- |
| 1                                               | Республика Македония                            | 27                                              |
| 2=                                              | Хорватия                                        | 25                                              |
| 2=                                              | Греция                                          | 25                                              |
| 4                                               | Босния и Герцеговина                            | 22                                              |
| 5                                               | Албания                                         | 16                                              |

| Наибольшее количество очков, полученных в финалах | Наибольшее количество очков, полученных в финалах | Наибольшее количество очков, полученных в финалах |
| Место                                             | Страна                                            | Очки                                              |
| ------------------------------------------------- | ------------------------------------------------- | ------------------------------------------------- |
| 1=                                                | Австрия                                           | 24                                                |
| 1=                                                | Хорватия                                          | 24                                                |
| 1=                                                | Швейцария                                         | 24                                                |
| 4=                                                | Босния и Герцеговина                              | 22                                                |
| 4=                                                | Словения                                          | 22                                                |

| Наибольшее количество очков, отданных в полуфиналах | Наибольшее количество очков, отданных в полуфиналах | Наибольшее количество очков, отданных в полуфиналах |
| Место                                               | Страна                                              | Очки                                                |
| --------------------------------------------------- | --------------------------------------------------- | --------------------------------------------------- |
| 1                                                   | Республика Македония                                | 59                                                  |
| 2                                                   | Хорватия                                            | 42                                                  |
| 3                                                   | Босния и Герцеговина                                | 41                                                  |
| 4                                                   | Греция                                              | 35                                                  |
| 5                                                   | Украина                                             | 25                                                  |

| Наибольшее количество очков, полученных в полуфиналах | Наибольшее количество очков, полученных в полуфиналах | Наибольшее количество очков, полученных в полуфиналах |
| Место                                                 | Страна                                                | Очки                                                  |
| ----------------------------------------------------- | ----------------------------------------------------- | ----------------------------------------------------- |
| 1=                                                    | Австрия                                               | 36                                                    |
| 1=                                                    | Хорватия                                              | 36                                                    |
| 1=                                                    | Швейцария                                             | 36                                                    |
| 4=                                                    | Босния и Герцеговина                                  | 34                                                    |
| 4=                                                    | Словения                                              | 34                                                    |

## Телевизионное освещение
| Год  | Комментатор от Сербии       | Комментатор от Черногории                                   | Глашатай         |
| ---- | --------------------------- | ----------------------------------------------------------- | ---------------- |
| 2003 | Младен Попович (РТС 2)      | не показывался                                              | не участвовали   |
| 2004 | Душка Вучинич-Лучич (РТС 1) | Дражен Баукович, Тамара Иванкович (ТВЦГ 2)                  | Наташа Милькович |
| 2005 | Душка Вучинич-Лучич (РТС 1) | Дражен Баукович, Тамара Иванкович, Даниель Попович (ТВЦГ 2) | Нина Радулович   |
| 2006 | Душка Вучинич-Лучич (РТС 1) | Дражен Баукович, Тамара Иванкович (ТВЦГ 2)                  | Йована Янкович   |